# مخمصه (فیلم ۱۹۷۲)
«مخمصه» (انگلیسی: Heat) یک فیلم کمدی درام آمریکایی محصول سال ۱۹۷۲ به نویسندگی و کارگردانی پل موریسی، تهیه‌کنندگی اندی وارهول و آهنگسازی جان کیل با بازی وارهول، جو دالساندرو، سیلویا مایلز و آندرئا فلدمن است. این فیلم توسط وارهول به عنوان تقلیدی از فیلم «سانست بلوار» محصول ۱۹۵۰ ساخته شده است. این فیلم آخرین قسمت از «سه‌گانهٔ پل موریسی» است که وارهول پس از فیلم‌های «گوشت» (۱۹۶۸) و «سطل زباله» (۱۹۷۰) آن را ساخته است.
فیلم «مخمصه» بر اساس ایده‌ای از نویسنده جان هالوول ساخته شد. این فیلم در سال ۱۹۷۱ در لس‌آنجلس فیلمبرداری شد. بدون طرح داستانی مکتوب، با هزینه‌ای کمتر از ۱۰۰٫۰۰۰ دلار در عرض دو هفته تولید شد.